# Lockhart Stadium
El Lockhart Stadium, localitzat a Fort Lauderdale, Florida (Estats Units), va ser un estadi municipal utilitzat principalment per a la pràctica del futbol. Originalment dissenyat el 1959 per a esports escolars de quatre col·legis de la zona (Fort Lauderdale High School, Stranahan High School, Northeast High School i Dillard High School), juntament amb el Fort Lauderdale Stadium per a beisbol, es va convertir el 1977 en la seu dels Fort Lauderdale Strikers, de la North American Soccer League, i el 1998 del Miami Fusion, de la Major League Soccer.
Entre 2002 i 2010 va ser l'estadi de futbol americà dels Florida Atlantic Owls.
Alguns partits importants jugats en aquest estadi van ser el partit d'anada de la final de la Copa Interamericana 1998 on el DC United va fer de local enfront del carioca Vasco da Gama, i la final de la Recopa Sud-americana 2004 on el Cienciano del Perú va derrotar per penals al Boca Juniors argentí.

## Inter Miami CF Stadium
El 2019 es va construir en els terrenys de l'antic Lockhart Stadium el nou Inter Miami CF Stadium, que serà la seu de l'escola de futbol (Acadèmia) de l'Inter de Miami i del seu equip filial, el Fort Lauderdale CF, així com camp d'entrenament del primer equip. També serà el terreny de joc del primer equip en la Major League Soccer, fins que s'acabi de construir el seu estadi a Miami, el Miami Freedom Park.